# Správní obvod obce s rozšířenou působností Pelhřimov
Správní obvod obce s rozšířenou působností Pelhřimov je od 1. ledna 2003 jedním ze tří správních obvodů rozšířené působnosti obcí v okrese Pelhřimov v Kraji Vysočina. Čítá 71 obcí.
Města Pelhřimov, Kamenice nad Lipou a Počátky jsou obcemi s pověřeným obecním úřadem.

## Seznam obcí
Poznámka: Města jsou vyznačena tučně, městyse kurzívou.
- Arneštovice
- Bácovice
- Bělá
- Bohdalín
- Bořetice
- Bořetín
- Božejov
- Častrov
- Čelistná
- Černov
- Černovice
- Červená Řečice
- Čížkov
- Dehtáře
- Dobrá Voda
- Dubovice
- Hojovice
- Horní Cerekev
- Horní Ves
- Hořepník
- Chýstovice
- Chyšná
- Jankov
- Kamenice nad Lipou
- Kojčice
- Košetice
- Krasíkovice
- Křeč
- Křelovice
- Křešín
- Leskovice
- Lhota-Vlasenice
- Libkova Voda
- Lidmaň
- Litohošť
- Martinice u Onšova
- Mezná
- Mnich
- Moraveč
- Nová Buková
- Nová Cerekev
- Nový Rychnov
- Olešná
- Ondřejov
- Onšov
- Pavlov
- Pelhřimov
- Počátky
- Polesí
- Proseč pod Křemešníkem
- Putimov
- Rodinov
- Rovná
- Rynárec
- Stojčín
- Střítež
- Střítež pod Křemešníkem
- Svépravice
- Těmice
- Ústrašín
- Útěchovice
- Útěchovičky
- Včelnička
- Velký Rybník
- Veselá
- Vokov
- Vyskytná
- Zachotín
- Zajíčkov
- Žirov
- Žirovnice

## Obyvatelstvo
| Rok  | Obyv.  | ± %    |
| ---- | ------ | ------ |
| 1869 | 60 983 | —      |
| 1880 | 62 414 | +2,3 % |
| 1890 | 62 608 | +0,3 % |
| 1900 | 61 055 | −2,5 % |
| 1910 | 62 292 | +2 %   |

| Rok  | Obyv.  | ± %     |
| ---- | ------ | ------- |
| 1921 | 61 165 | −1,8 %  |
| 1930 | 56 708 | −7,3 %  |
| 1950 | 45 775 | −19,3 % |
| 1961 | 46 013 | +0,5 %  |
| 1970 | 45 174 | −1,8 %  |

| Rok  | Obyv.  | ± %    |
| ---- | ------ | ------ |
| 1980 | 46 698 | +3,4 % |
| 1991 | 46 567 | −0,3 % |
| 2001 | 45 745 | −1,8 % |
| 2011 | 44 814 | −2 %   |
| 2021 | 43 962 | −1,9 % |